# Filadélfia (Lídia)
Filadélfia (em grego: Φιλαδέλφεια; romaniz.: Philadelpheia) foi uma antiga cidade localizada na Lídia, sobre a qual está edificada a atual cidade turca de Alaşehir.

## História

### Antiguidade
Foi fundada em 189 a.C. pelo rei Eumenes II de Pérgamo (197–160 a.C.). Eumenes II batizou a cidade em honra do seu irmão, que seria seu sucessor, Átalo II (r. 159–138 a.C.), cuja lealdade lhe valeu o apelido de "Philadelphos", que significa literalmente "alguém que ama seu irmão". Na falta de um herdeiro Átalo III, o último rei da dinastia atálida de Pérgamo, legou seu reino (incluindo Filadélfia) a seus aliados romanos quando ele morreu em 133 a.C. Roma estabeleceu a província da Ásia em 129 a.C. unindo a Jônia e o antigo Reino de Pérgamo.

### Período romano
Filadélfia ficava no distrito administrativo de Sárdis. Em 17 d.C. a cidade sofreu muito com um terremoto e o imperador romano Tibério a dispensou de pagar impostos. Em resposta, a cidade concedeu honras a Tibério. Evidências da cunhagem de moedas revelam que Calígula ajudou a cidade; sob Vespasiano a cidade recebeu o cognome Flávia. Sob Caracala passou a abrigar um culto imperial — suas moedas traziam a palavra Neokoron (literalmente, "varredor do templo" — zelador do templo). Um pequeno teatro localizado na extremidade norte da colina de Toptepe é tudo o que resta do período romano.

### Período bizantino
Filadélfia foi uma cidade próspera nesse período, sendo chamada de "pequena Atenas" no século VI por causa de seus festivais e templos. Presumivelmente, isso indica que a cidade não foi totalmente convertida ao cristianismo. Por volta do ano 600 foi construída a cúpula da Basílica de São João, cujas ruínas são a principal atração arqueológica da cidade moderna. Os muros bizantinos que outrora cercaram a cidade praticamente desmoronaram, onde alguns remanescentes ainda são visíveis na extremidade nordeste da cidade. A cidade foi tomada pelos turcos seljúcidas em 1074 e 1093-1094. Em 1098 durante a Primeira Cruzada foi recuperada pelo imperador bizantino Aleixo I.
Foi o centro de várias revoltas contra os imperadores bizantinos no poder. Naquela época o bispado da Filadélfia foi promovido a metrópole. No século XIV a cidade se tornou a metrópole da Lídia pelo patriarca ortodoxo grego de Constantinopla, um status que ainda mantém. Foi concedida essa honra porque a cidade não capitulou para os otomanos. A cidade foi próspera, especialmente nos séculos XIII e XIV; havia uma colônia comercial genovesa e a cidade era uma importante produtora de artigos de couro e de seda tingida de vermelho. No século XIV, a cidade estava cercada por emirados turcos, mas mantinha uma lealdade nominal ao imperador bizantino. A cidade permaneceu próspera através do comércio e de sua localização estratégica.
Filadélfia era uma cidade independente e neutra quando foi tomada em 1390 pelo sultão otomano Bajazeto I após uma resistência prolongada, período em que todas as outras cidades da Ásia Menor haviam se rendido aos otomanos.

## Contexto bíblico
É famosa por ser citada na bíblia em Apocalipse 1 e Apocalipse 3 como uma das sete igrejas da Ásia.

## Arqueologia
A principal atração arqueológica da antiga Filadélfia são as ruínas da Basílica de São João, uma igreja bizantina do início do século VII, onde as três colunas que permanecem sustentavam a cúpula da igreja. No extremo norte da colina de Toptepe, local da acrópole da cidade antiga, fica um pequeno teatro romano. Os muros bizantinos que outrora cercavam a cidade praticamente desapareceram, embora alguns remanescentes sejam visíveis perto da estação de ônibus, na extremidade nordeste da cidade.